# Mount Waterman (Antarktika)
Mount Waterman ist ein 3880 m und wuchtiger Berg in der antarktischen Ross Dependency. Er ragt rund 5 km nordöstlich des Mount Wexler in der Hughes Range des Königin-Maud-Gebirges auf. 
Der US-amerikanische Polarforscher Richard Evelyn Byrd entdeckte ihn während eines Erkundungfluges am 18. November 1929 im Rahmen seiner ersten Antarktisexpedition (1928–1930). Erkundet wurde das Gebiet durch den Geophysiker Albert P. Crary  (1911–1987) von 1957 bis 1958, der den Berg nach dem Physiker Alan T. Waterman (1892–1967) benannte, dem Direktor der National Science Foundation. Die Stiftung hatte das antarktische US-Forschungsprogramms zum Internationalen Geophysikalischen Jahr 1957–1958 unterstützt.